# Hypostomus plecostomus
Hypostomus plecostomus es un conocido pez de acuario del orden Siluriformes, originario de Sudamérica. Puede encontrarse desde Costa Rica hasta Argentina, especialmente en República Dominicana, Perú, Panamá, Colombia, Venezuela, Ecuador, Argentina, Uruguay, Paraguay, Guyana y México. Coloquialmente, es conocido como chupaalgas, pez limpiacristales, pez diablo, pez gato, chupacristales, chupavidrios, cucha, corroncho, limpia peceras, limpiavidrios, chupapiedras, plecos, vieja del agua, etcétera. Es un pez que nada en ríos y riachuelos.

## Características
En libertad puede alcanzar los 70 cm, pero en acuario no suele pasar de los 30 cm, llegando a vivir 15 años. Es omnívoro y nocturno, permanece quieto u oculto durante el día. Relativamente tranquilo, aunque territorial con otros peces de fondo, por la noche sale de su escondite para comer.
A diferencia de otros peces, éste no cuenta con escamas. Por el contrario, protege su cuerpo con cartílagos y espinas, que utilizan para luchar entre sí y contra otros animales.

## Pez de acuario
La mayoría de aficionados a los acuarios lo utilizan para mantener el acuario limpio de algas, ya que estos peces se alimentan de ellas, y de los restos de comida. No tiene escamas, pero está protegido por placas cartilaginosas y espinas.
Es adecuado para un acuario comunitario, pues no hará caso a los demás peces del acuario. Necesita un espacio amplio para nadar, y aunque muchos lo usen para limpiar la pecera, ellos necesitan alimento para peces de fondo y verduras, pues las algas no los alimentan bien. Se trata de un pez pacífico con el resto de los habitantes del acuario, aunque suelen ser muy territoriales con otros ejemplares de su misma especie. Por ser un pez gato no tiene escamas, pero está protegido por espinas (no se debe tocar con las manos) por todo el cuerpo, que suelen utilizar para protegerse de ataques de otros peces o en disputas con los de su misma especie. Suelen golpear con las espinas del costado.

## Especie invasora
La especie se ha establecido en ríos y lagos de México a raíz de algunos especímenes que fueron introducidos por aficionados a los acuarios. Además, han utilizado las lluvias y ciclones para invadir cuencas y cuerpos de agua salada. Además de ser una especie agresiva, han demostrado resistencia al momento de salir del agua: pueden sobrevivir hasta 14 horas fuera de la corriente. Por medio de las inundaciones, se inserta en estos nuevos espacios, acabando con varias las especies nativas del hábitat en el que se han adentrado.
Como ha ocurrido con otras especies invasoras como la rana toro o la perca del Nilo, al no encontrar un predador natural, la especie se ha convertido en una plaga incrementando su número y diezmando severamente la población de especies endémicas. Debido a que la mayor parte de la plaga se encuentra en la Presa Infiernillo se le ha denominado "pez diablo" por los habitantes del lugar. En el caso del pez diablo, esto se debe a que tiene mucho éxito en alimentarse de los huevos y crías de otros peces como tilapia y pez plateado. Esto ha creado una situación crítica para los pescadores de la región. De acuerdo a Milenio.com, hasta 70% de las capturas son peces diablo.
El problema con esta especie nativa de América del Sur es el aprovechamiento de los recursos de estos ecosistemas y trastorno del equilibrio que alguna vez existió en ellos. Por lo tanto, afecta directamente las cadenas alimentarias de la Cuenca de México y los ríos. Además, posee una adaptabilidad impresionante que lo hace más resistente a su entorno y depredadores naturales.
El control de esta especie invasora sigue desconcertando a las autoridades mexicanas. Incluso la llamaron la "especie exótica invasora ideal" porque su morfología, fisiología y comportamiento destacaron su potencial para apoderarse del ecosistema de su hábitat. Hoy, otras especies como la tilapia son víctimas de la radiación, lo que les deja poco espacio para reconstruir sus poblaciones de manera saludable.